# Comercio de almacenamiento de petróleo

## El comercio de almacenamiento de petróleo
El comercio de almacenamiento de petróleo ocurre en el mercado de futuros, también conocido como contango. Es una estrategia de mercado en la que las grandes compañías petroleras, que a menudo son empresas integradas verticalmente, compran petróleo para entrega inmediata y almacenamiento -cuando el precio del petróleo está bajo- y lo guardan hasta que el precio del petróleo aumenta. El inversor apuesta en el futuro del precio del petróleo a través de un instrumento financiero y acuerda, por contrato, en comprar o vender petróleo en una fecha determinada en el futuro. Entretanto, el crudo se almacena en las minas de sal, tanques y petroleros.
Los inversores pueden optar por tomar ganancias o pérdidas antes de la fecha de entrega del petróleo o pueden dejar el contrato en su lugar y el petróleo físico es entregado en la fecha fijada a un punto de entrega oficialmente designado. En los Estados Unidos, el punto de entrega es normalmente en Cushing, Oklahoma. Cuando las fechas de entrega se acercan, los inversores cierran los contratos existentes y venden nuevos para la entrega futura del mismo petróleo, así que el aceite nunca sale del almacenamiento. Si el mercado de futuros está en "contango", el precio futuro está más alto que el precio actual, la estrategia es muy exitosa. Aunque se habían añadido nuevos tanques en Cushing para una capacidad de almacenamiento de 6,6 millones de barriles, en marzo de 2015 todos los tanques se encontraban arrendados hasta final de año de 2015.
En 2015, el almacenamiento mundial de petróleo fue superada por la producción mundial de petróleo, entonces se produjo un exceso de petróleo. El espacio donde almacenar el petróleo crudo se convirtió en mercancía comercializada con CME Group, propietario de NYMEX. Desde marzo de 2015, cuando CME Group empezó a ofrecer contratos de futuros de almacenamiento de petróleo, los comerciantes y productores han podido vender y comprar derechos de almanecer ciertos tipos de aceite.

## Cronología
La tendencia comenzó con los comerciantes de petróleo en el mercado a principios de 1990, pero no fue hasta 2007 que el comercio del almacenamiento de petróleo empezó a expandecer. Los gigantes de Wall Street, como Morgan Stanley, Goldman Sachs y Citicorp fueron obteniendo ganancias grandes. En mayo de 2007, el inventario de petróleo en Cushing disminuyó en casi un 35%, a medida que el comercio de almacenamiento de petróleo se intensificaba.
A finales de octubre de 2009, uno de cada doce barcos petroleros eran utilizados más para el almacenamiento temporal de petróleo que para el transporte del mismo.
De junio de 2014 a enero de 2015, cuando el precio del petróleo cayó 60 por ciento y el suministro de petróleo se mantuvo alto, los mayores comerciantes de crudo del mundo compraron al menos 25 millones de barriles para almacenar en los superpetroleros para obtener ganancias en el futuro. Trafigura, Vitol, Gunvor, Koch, Shell y otras grandes compañías de energía comenzaron a alquilar superpetroleros para almacenar petróleo. En enero de 2015 se registraron al menos 11 superpetroleros almacenando petróleo y cada uno podía contener 2 millones de barriles.
En marzo de 2015, cuando la producción de petróleo superaba la demanda del petróleo por 1,5 millones de barriles (diarios), la capacidad de almacenamiento, a nivel mundial, iba disminuyendo. Según los datos de la La Administración de Información Energética de Estados Unidos (EIA), los suministros de petróleo crudo de los Estados Unidos se encontraban en casi el 70% de la capacidad de almacenamiento, la mayor proporción desde 1935.
La eficiencia de los nuevos pozos de petróleo de esquisto que usan la fracturación hidráulica en los Estados Unidos, en combinación con los US $ 12 millones (por adelantado para los costos de perforación y construcción), le provee incentivos a los productores de petróleo para que continúen inundando el mercado con aceite a bajo precio. Y lo hacen a pesar de las limitaciones que existen en el almacenamiento del petróleo crudo. Los pozos más viejos y menos productivos han sido cerrados pero los pozos de petróleo de esquisto continúan aumentando producción y obteniendo ganancias en este mercado donde el precio del petróleo crudo estaba como a US $ 50 el barril en 2015.

## La Reserva Estratégica de Petróleo (SPR)
La Reserva Estratégica de Petróleo (SPR) de los EE. UU. es la mayor fuente mundial de reserva de petróleo de emergencia, con 727 millones de barriles almacenados en enormes minas de sal, a lo largo de la costa del Golfo de México. Mantener una reserva de petróleo de emergencia fue algo recomendado por varios presidentes a lo largo del siglo XX (en 1944, en 1952, 1956 y en 1970). El SPR es una reserva de petróleo de emergencia que tiene un efecto disuasorio a limitar la importación de petróleo.

## La Secretaria de Energía (México)
Petróleos Mexicanos y la Secretaria de Energía de México (SENER) cuentan con inversiones privadas en 2 mil 400 millones para la construcción de infraestructura de almacenamiento y transporte de petrolíferos.